# Jerry Nelson
Jerry L. Nelson (Tulsa, 10 luglio 1934 – Capo Cod, 23 agosto 2012) è stato un burattinaio statunitense, meglio conosciuto per il suo lavoro con i Muppet.

## Carriera
Su Sesame Street, il personaggio che Nelson ha eseguito per più tempo è Count von Count, eseguito dal 1971 fino al 2004, e ha continuato a fornire la voce del conte fino alla sua morte.
Nelson era il primo burattinaio ad eseguire Mr. Snuffleupagus, mantenendo il ruolo dal 1971 fino al 1978.
Nelson ha anche eseguito molti personaggi nel Muppet Show, tra cui Floyd Pepper, Julius Strangepork, Lew Zeland, il nipote di Kermit la Rana, Robin, la fidanzata di Gonzo, Camilla la Gallina, e il fantasma del Muppet Show, Uncle Deadly.
Personaggi meno importanti nello show sono Muppet Show Louis Kazagger, il telecronista dei Muppet Sports Pops il portiere e lo zio di Scooter, J.P Grosse, proprietario del teatro.
Ha eseguito Statler in un pilota del Muppet Show, ma il suo ruolo è caduto quando non riusciva a lavorare a tempo pieno per la prima stagione. Diventò un performer a tempo pieno per il resto dello show. Nelson è stato scelto per interpretare Statler dopo la morte di Richard Hunt, il suo esecutore precedente.
Su Fraggle Rock, si è esibito in Gobo Fraggle, Pa Gorg, e Marjory il mucchio spazzatura.

## Vita privata
Nelson ha avuto una figlia di nome Christine dal suo primo matrimonio con Jacqueline Nelson Gordon. Christine aveva Fibrosi cistica ed è morta a causa della malattia nel 1982.

## La vita più tarda
Nel 2004, Nelson ha annunciato che non avrebbe più lavorato con i Muppet per problemi di salute; comunque, continuò a fornire le voci dei suoi personaggi.
Nelson soffriva di cancro, broncopneumopatia cronica ostruttiva e di enfisema.
Il 23 agosto 2012, è morto nella sua casa.